# Лукьянов, Сергей Анатольевич
Серге́й Анато́льевич Лукья́нов (род. 13 сентября 1963 года, Химки, Московская область) — российский биохимик, академик РАН (2011), ректор РНИМУ им. Н. И. Пирогова с 8 августа 2016 года (и.о. с 2015 до 2016 года). Лауреат Государственной премии РФ (2015).

## Биография
Родился 13 сентября 1963 года в г. Химки Московской области.
В 1980 году окончил московскую школу №57.
В 1985 году окончил кафедру эмбриологии биологического факультета МГУ им. М.В. Ломоносова. После окончания университета поступил на работу в Институт биоорганической химии имени М. М. Шемякина и Ю. А. Овчинникова РАН, в котором в настоящее время является заведующим лабораторией молекулярных технологий для биологии и медицины. Является руководителем научно-производственного подразделения «Технопарк ИБХ». 
В 1994 году защитил кандидатскую, а в 1999 — докторскую диссертацию в виде научного доклада на тему «Селективная супрессия полимеразной цепной реакции — новый подход к анализу структуры и экспрессии сложных геномов».
В 2003 году избран членом-корреспондентом, а в 2011 году — академиком РАН.
В 2012—2013 гг. замещал должность помощника федерального министра в Министерстве здравоохранения РФ.
В 2010—2013 гг. работал в РНИМУ им. Пирогова в должности профессора, в 2013—2015 гг. — в должности проректора по критическим биомедицинским технологиям. В 2015—2016 гг. — и. о. ректора РНИМУ им. Пирогова. 8 августа 2016 г. приказом Министерства здравоохранения РФ № 237пк утверждён в должности ректора РНИМУ им. Н.И. Пирогова.
Брат — молекулярный биолог, член-корреспондент РАН К. А. Лукьянов (род. 1970).

## Санкции
6 марта 2022 года после вторжения России на Украину подписал письмо в поддержу российской агрессии. С 9 июня 2022 года находится под персональными санкциями Украины за поддержку войны и распространение пропаганды. Также был внесён ФБК в список коррупционеров и разжигателей войны за поддержку нападения на Украину, 16 марта 2022 года форумом свободной России внесён в «Список Путина» и доклад «поджигателей войны» с предложением введения против него международных санкций.

## Научная деятельность
Область научных интересов: генная инженерия, анализ структуры и функции геномов эукариот, флуоресцентные белки.
Сергей Лукьянов — ведущий специалист в области исследования флуоресцентных белков и разработки методов анализа структуры и функции сложных геномов.
В 1990-е годы С. Лукьяновым был открыт эффект селективной супрессии полимеразной цепной реакции. На основании этого открытия был разработан целый ряд новых молекулярно-генетических методов, которые широко используются в молекулярной биологии и генной инженерии.
В 1999 году С. Лукьяновым и коллегами были клонированы гены флуоресцентных белков небиолюминесцентных коралловых полипов класса Anthozoa. Новые флуоресцентные белки перевели на качественно новый уровень возможности исследования биологических процессов в живых клетках и организмах.
Работы в области исследования флуоресцентных белков были отмечены премией Российской академии наук имени академика Ю.А. Овчинникова за выдающиеся работы в области физико-химической биологии и биотехнологии в 2006 году и международной премией в области нанотехнологий RUSNANOPRIZE-2012.
За время научной деятельности С. Лукьяновым опубликовано более 200 статей в рецензируемых международных журналах. Он является автором 32 российских и зарубежных патентов. Индекс Хирша — 58, суммарный индекс цитирования более 20000.

## Награды и премии
- Медаль ордена «За заслуги перед Отечеством» II степени (23 ноября 2023 года) — за заслуги в научно-педагогической деятельности, подготовке квалифицированных специалистов и многолетнюю добросовестную работу[6]
- Государственная премия Российской Федерации 2015 года — за разработку и внедрение комплекса технологий анализа структуры и функций сложных геномов (совместно с Е. Д. Свердловым)[7]
- Премия имени Ю. А. Овчинникова (2006 год) — за работу «Флуоресцентные белки: поиск, исследование и применение в биотехнологии» [8][9]
- Премия RUSNANOPRIZE 2012 года — за разработку технологии и создание производства уникальных флуоресцентных белков[10]